# Віснюв (Люблінське воєводство)
Віснюв (пол. Wiśniów) — село в Польщі, у гміні Гошкув Красноставського повіту Люблінського воєводства.
Населення — 162 особи (2011).
У 1975-1998 роках село належало до Замойського воєводства.

## Демографія
Демографічна структура станом на 31 березня 2011 року:
|          | Загалом | Допрацездатний вік | Працездатний вік | Постпрацездатний вік |
| -------- | ------- | ------------------ | ---------------- | -------------------- |
| Чоловіки | 74      | 13                 | 49               | 12                   |
| Жінки    | 88      | 14                 | 46               | 28                   |
| Разом    | 162     | 27                 | 95               | 40                   |